# Dicranomyia (Melanolimonia) azorica
Dicranomyia (Melanolimonia) azorica is een tweevleugelige uit de familie steltmuggen (Limoniidae). De soort komt voor in het Palearctisch gebied.